# Речной (Ясненский район)
Речной — посёлок в Ясненском городском округе Оренбургской области России. Согласно административно-территориальному устройству входит в Новосельский сельсовет, Ясненский район. Проживают казахи.

## География
Находится в юго-восточной части области, в степной зоне, в пределах Кумакско-Киембайского холмисто-увалистого района Зауральского плато, при впадения в реку Кумак её притока р. Каменка.
Климат
умеренный, резко континентальный. Средняя температура января −18 °C, июля — +21 °C. Годовое количество осадков — 250—290 мм.

## История
В 1966 г. Указом Президиума ВС РСФСР поселок участка № 6 совхоза «Акжарский» переименован в Речной.
До 1 января 2016 года посёлок входил в состав муниципального образования Новосельский сельсовет.

## Население
| 2010 |
| ---- |
| 56   |

Национальный состав
Согласно результатам переписи 2002 года, в национальной структуре населения казахи составляли 68 % от 170 жителей.

## Инфраструктура
Развито сельское хозяйство.

## Транспорт
Доступен автотранспортом.